# ノビタキ
ノビタキ（野鶲、学名：Saxicola torquata）は、スズメ目ヒタキ科に分類される鳥である。

## 分布
ユーラシア大陸中部、西部で繁殖し、冬期は南方へ渡る。東南アジア、インド等では周年見ることができる。
日本では夏鳥として、本州中部以北に渡来し繁殖する。本州中部以南では春秋の渡りの時期に見られる。八重山諸島では少数が越冬している。

## 形態
体長約13cm。成鳥雄の夏羽は、頭部や喉、背中、翼、尾が黒く、頸の両側と腹部は白い。胸は橙色で腰は白く、翼に白斑がある。成鳥雌の夏羽は、上面が黄褐色で下面は淡い橙黄色、腹部はやや白みがかっている。腰は淡い橙色で、翼に白斑がある雄よりも小さい。冬羽では雄雌とも全身が橙黄色がかってくるが、雄の頭部や喉は黒褐色である。

## 生態
北海道では平地の草原、本州では高原に生息する。秋の渡りの時期は、平地でもよく観察される。
草の穂先や灌木などにとまっては移動を繰り返しながら、主に昆虫類を捕食する。
「ヒーチュ　ヒチー」、「チー　ピーチョチー」などの声でさえずる。地鳴きは「ヒッ」、「ジャッ　ジャッ」など。